# Élections législatives roumaines de 1969
Les élections législatives roumaines de 1969 se tinrent le 2 mars 1969, pour élire les 465 membres de la Grande Assemblée nationale pour une durée de six ans. Elles sont remportées par le Front de l'unité socialiste et de la démocratie (en), seul candidat.

## Contexte
Lors de ces élections le Parti communiste roumain présenta ses candidats sous les couleurs du Front de l'unité socialiste et de la démocratie (roumain : Frontul Democrației și Unității Socialiste, FDUS).

## Mode de scrutin
Les candidats étaient élus dans des circonscriptions uninominales, et devaient pour ce faire rassembler plus de 50 % des suffrages. Si aucun candidat ne dépassait ce seuil, où si la participation dans la circonscription n'atteignait pas 50 %, de nouvelles élections étaient organisées, jusqu'à qu'un candidat soit élu. Les électeurs pouvaient voter contre les candidats du FDUS.

## Résultats
| Inscrits                                             | Inscrits                 | Inscrits                 | 13 582 249 |             |                       |                       |
| Abstentions                                          | Abstentions              | Abstentions              | 5 106      | 0,04 %      |                       |                       |
| Votants                                              | Votants                  | Votants                  | 13 577 143 | 99,96 %     |                       |                       |
|                                                      |                          |                          |            |             |                       |                       |
| Bulletins enregistrés                                | Bulletins enregistrés    | Bulletins enregistrés    | 13 577 143 |             |                       |                       |
| Bulletins blancs ou nuls                             | Bulletins blancs ou nuls | Bulletins blancs ou nuls | 2 896      | 0,02 %      |                       |                       |
| Suffrages exprimés                                   | Suffrages exprimés       | Suffrages exprimés       | 13 574 247 | 99,98 %     | 465 sièges à pourvoir | 465 sièges à pourvoir |
|                                                      |                          |                          |            |             |                       |                       |
| Liste                                                | Tête de liste            |                          | Suffrages  | Pourcentage | Sièges acquis         | Var.                  |
| Front de l'unité socialiste et de la démocratie (en) | Ștefan Voitec            |                          | 13 543 499 | 99,77 %     | 465 / 465             |                       |
| Contre                                               | -                        |                          | 30 748     | 0,23 %      |                       |                       |